# NGC 1015

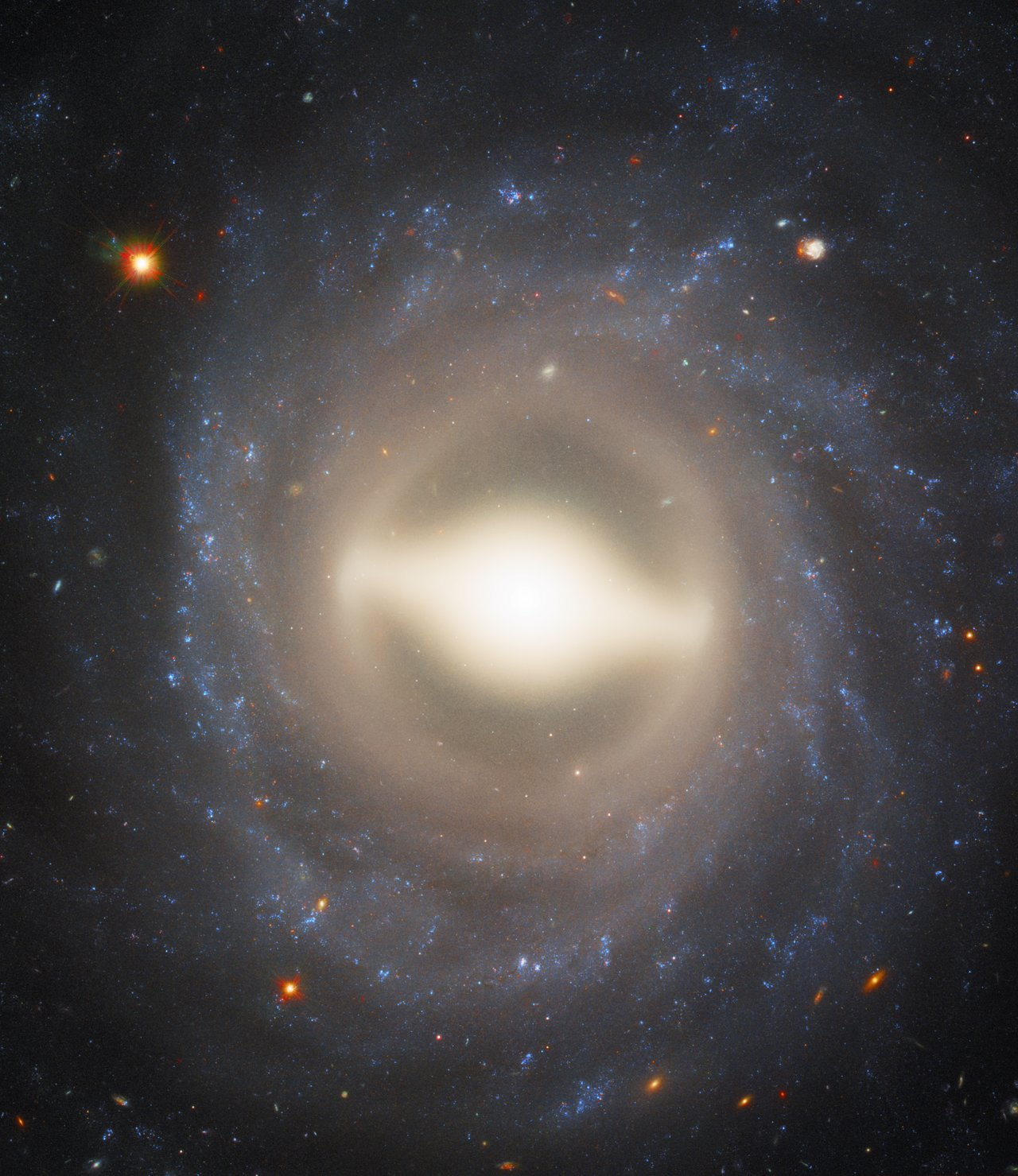
NGC 1015 par le télescope spatial Hubble.

NGC 1015 est une galaxie spirale barrée située dans la constellation de la Baleine. NGC 1015 a été découverte par l'astronome allemand Wilhelm Tempel en 1875.

## Caractéristiques
Sa vitesse par rapport au fond diffus cosmologique est de 2 401 ± 17 km/s, ce qui correspond à une distance de Hubble de 35,4 ± 2,5 Mpc (∼115 millions d'al).
À ce jour, quatre mesures non basées sur le décalage vers le rouge (redshift) donnent une distance de 35,100 ± 3,391 Mpc (∼114 millions d'al), ce qui est à l'intérieur des valeurs de la distance de Hubble.
NGC 1015 présente une large raie HI.

## Galaxies satellites
Le relevé astronomique SAGA destiné à la recherche de galaxies satellites en orbite autour d'une autre galaxie a permis de confirmer la présence de deux galaxies satellites pour NGC 1015.

## Supernova
La supernova SN 2009ig a été découverte dans NGC 1015 le  20 août 2009 par I. Kleiser, S. B. Cenko, W. Li et A. V. Filippenko de l'université de Californie à Berkeley dans le cadre du programme LOSS (Lick Observatory Supernova Search) de l'observatoire Lick. Cette supernova était de type Ia.